# Lejos de Tu Amor
"Lejos de Tu Amor" je pjesma kolumbijske pjevačice Shakire Maberak. Objavljena je 3. travnja 1991. godine kao drugi singl s njenog albuma Magia. Pjesma je objavljena kao CD singl u Kolumbiji, nije objavljen kao međunarodni singl, zato se nije plasirala na ljestvicama singlova.

## Videospot
Za pjesmu "Lejos de Tu Amor" objavljen je spot u kojemu Shakira nastupa na pozornici i prate je plesači.